# Elisabeth Binz-Winiger
Elisa Louise Josepha Binz-Winiger (Luzern, 22 april 1890 - Bern, 14 december 1981) was een Zwitserse journaliste en feministe uit het kanton Bern.

## Biografie
Elisabeth Binz-Winiger was een dochter van Josef Winiger. Ze was gehuwd met Arthur Binz en was de moeder van Hans-Werner Binz. Na haar studies aan een internaat aan de oevers van het Meer van Genève en in Engeland kreeg ze een muzikale vorming. In 1917 slaagde ze voor het staatsexamen en in 1923 behaalde ze een doctoraat in de Duitse en Engelse letteren en de kunstgeschiedenis.
Nadien was ze werkzaam voor de bladen Neue Berner Nachrichten, opgericht in 1935, voor Die Schweizerin en voor Vaterland, waarin ze recensies en theaterkritieken publiceerde. Ze was lid van de Berner Theaterverein en richtte in Bern ook een leesclub op. Daarnaast was ze medeoprichtster van de Zwitserse Volksbibliotheek.
Daarnaast was ze ook gedurende 25 jaar voorzitster van de Bernse afdeling van de Schweizerischer Katholischer Frauenbund, waardoor ze een respectabele en notabele stem werd binnen de Zwitserse vrouwenbeweging.